# Mendozasaurus
Mendozasaurus is een geslacht van plantenetende sauropode dinosauriërs, behorend tot de Titanosauria, dat tijdens het late Krijt leefde in het gebied van het huidige Argentinië. De enige benoemde soort is Mendozasaurus neguyelap.

## Vondst en naamgeving
Tijdens geologisch onderzoek naar mogelijke oliehoudende lagen door R. Sprenjer en A. Chávez werden er in de Arroyo Seco van de Cerro Guillermo beenderen gevonden van sauropoden. Van januari 1998 af werden die opgegraven door Bernardo Javier González-Riga. Na vijf veldseizoen besloot deze dat hij nu voldoende materiaal had om een nieuwe soort te benoemen.
In 2003 werd de typesoort Mendozasaurus neguyelap benoemd en beschreven. De geslachtsnaam verwijst naar de herkomst uit de provincie Mendoza. De soortaanduiding is een combinatie van neguy en yelap, woorden die in het plaatselijke Millcayac "eerst" en "beest" betekenen.
Het holotype, IANIGLA-PV 065/1-23, is gevonden in een laag van de Sierra Barrosa-formatie (Neuquéngroep), die dateert uit het middelste Coniacien. Het bestaat uit een reeks van tweeëntwintig staartwervels met vooraan twee chevrons. Daarnaast werd een groot aantal paratypen toegewezen. Sommigen daarvan behoorden vermoedelijk tot hetzelfde volwassen maar lichtgebouwde individu als het holotype. Het betreft dan de specimina IANIGLA-PV 066: een voorste ruggenwervel, IANIGLA-PV 068: een schouderblad, IANIGLA-PV 069: een opperarmbeen, IANIGLA-PV 071/1-4: middenhandsbeenderen, en IANIGLA-PV 073/1-2: een dijbeen en een scheenbeen. Daarnaast waren er ook botten onder van een exemplaar dat zo'n 15% langer was dan het holotype. Daarbij gaat het om de specimina IANIGLA-PV 067: een borstbeen, IANIGLA-PV 074/1-3: een kuitbeen en twee scheenbeenderen. Botten die niet met zekerheid bij een van deze individuen vielen in te delen betreffen de specimina IANIGLA-PV 070/1-2: een spaakbeen en een ellepijp, IANIGLA-PV 072: een stuk schaambeen; IANIGLA-PV 077/1-5: vijf middenvoetsbeenderen, IANIGLA-PV 078: een voetklauw, IANIGLA-PV 079: een voetklauw, en IANIGLA-PV 080/1-2 alsmede IANIGLA-PV 081/1-2: samen vier osteodermen. Verder was nog minstens een ander volwassen individu aanwezig zoals blijkt uit resten die geïnventariseerd zijn onder het nummer IANIGLA-PV 084; deze maken geen deel uit van het hypodigma van de paratypen.
In 2001 was de groeve echter nog niet uitgeput. González-Riga zette de opgravingen voort tot in 2003. In 2005 wees hij een aantal nieuwe gevonden botten aan Mendozasaurus toe. Het betreft hier de specimina IANIGLA-PV 076/1-4: vier halswervels van een volwassen exemplaar; en IANIGLA-PV 084: een achterste halswervel van een zeer groot individu. Het nieuwe materiaal vult het oude aan. Problematisch is echter dat het het holotype of de paratypen niet overlapt. Er is dus geen strikt bewijs dat deze beenderen tot hetzelfde taxon behoren; dit werd slechts aangenomen op basis van de herkomst en de grootte.
In 2018 werd de osteologie in groter detail beschreven. Hierbij werd weer wat nieuw materiaal toegewezen.

## Beschrijving

### Grootte en onderscheidende kenmerken

Een vergelijking in grootte tussen het holotype en IANIGLA-PV-084

Mendozasaurus is een reusachtige sauropode. De gevonden volwassen exemplaren hadden volgens de oorspronkelijke schatting een lengte tussen de achttien en vijfentwintig meter. Later werd dat herzien tot veertien à zeventien meter. Het grootste dijbeen heeft een lengte van 153 centimeter.
In 2005 werd een herziene diagnose gegeven. Vijf kenmerken zijn autapomorfieën, unieke afgeleide eigenschappen. De middelste achterste halswervels bezitten hoge plaatvormige doornuitsteeksels die bovenaan overdwars verwijd zijn tot ver over de breedte van het wervellichaam met een waaiervormig ruitvormig profiel in vooraanzicht door de zijwaartse uitbreiding gecombineerd met een ronde bovenrand. De voorste staartwervels hebben een trog op de bovenkant tussen de interne bases van de voorste en achterste gewrichtsuitsteeksels. De middelste staartwervels zijn slechts licht procoel in de zin dat de bolling op het achterste facet gering is met een hooggeplaatste top. De middelste en achterste staartwervels hebben doornuitsteeksels die plaatvormig zijn met een horizontale bovenrand en die naar voren hellen. De osteodermen zijn kegelvormig of bol en missen een omringende verlaagde dikke rand.
Vergeleken met de oorspronkelijke diagnose uit 2003 waren er twee autapomorfieën verdwenen. De ruggenwervels hebben twee driehoekige uithollingen onder de achterste gewrichtsuitsteeksels. Van de basis van het achterste gewrichtsuitsteeksel uit loopt een richel evenwijdig aan het gewrichtsfacet van dat uitsteeksel. Deze kenmerken waren namelijk ook aangetoond in Rinconsaurus en Bonitasaura.
Verder werd er in 2005 een lijst kenmerken gegeven die Mendozasaurus alleen deelt met engere groepen Titanosauriformes, hun synapomorfieën, en die dus een indruk geven van zijn evolutionaire positie in die groep. De middelste halswervels zijn relatief kort, het voorste facet van het wervellichaam is minstens tweeënhalf maal zo hoog als het centrum als geheel lang is. De halswervels hebben sterk vergrote uithollingen op de zijuitsteeksels. De zijuitsteeksels van de halswervels zijn zowel in vooraanzicht als van onderen bezien vleugelvormig door de aanwezigheid op hun ronde voorkanten van vergrote richels die naar de voorste gewrichtsuitsteeksels lopen. Bij de voorste rugwervels lopen de verticale richel op het voorvlak van het doornuitsteeksel helemaal omlaag tot aan de basis. Bij de voorste ruggenwervels hebben de pleurocoelen scherpe randen. Bij de voorste ruggenwervels ontbreekt een hyposfeen-hypantrum-complex van secundaire gewrichtsuitsteeksels. Bij de middelste en achterste staartwervls staan de wervelbogen op het midden van het wervellichaam. Bij de middelste staartwervels helt de bovenste voorrand van het doornuitsteeksel sterker naar voren dan de voorrand van het achterste gewrichtsuitsteeksel. Bij de middelste staartwervels zijn de doornuitsteeksels plaatvormig en breed in zijaanzicht. Bij de middelste staartwervels zijn de voorste gewrichtsuitsteeksels relatief groot. De chevrons van de staart zijn bovenaan niet overbrugd. De borstbeenderen hebben een halvemaanvormige omtrek met een relatief rechte achterrand. Het blad van het schouderblad heeft een voorrand die onderaan hol is en bovenaan recht. Bij het opperarmbeen is de bovenrand tamelijk recht maar aan het binnenste uiteinde gekromd. De middenhandsbeenderen hebben geen functionele gewrichtsvlakken meer zodat vingers kennelijk ontbraken. De schacht van het dijbeen heeft een bult op de bovenste buitenzijde onder de trochanter major.
In 2018 werden twee extra autapomorfieën gegeven. Het spaakbeen heeft op het onderste derde deel van de achterzijde, evenwijdig aan de normale richel aan de zijde van de ellepijp, een tweede verticale richel. Het eerste middenhandsbeen heeft op de tweede derden van de afstand van het bovenste gewrichtsvlak een richel of bult aan de bovenste buitenzijde.

### Skelet
Volgens González-Riga is de nek van Mendozasaurus zeer diep, wel 120 centimeter op het middelste gedeelte. Dit zou weer samenhangen met relatief korte halswervels.
De formule van de teenkootjes is 2-2-2-2-0.

## Fylogenie
In 2003 werd Mendozasaurus binnen de Titanosauria in de Titanosauridae geplaatst. Het dier zou daar een basale positie innemen, zoals ook blijkt uit de geringe procoelie van de staartwervels, als zustersoort van de Afrikaanse Malawisaurus. In 2005 stelde González-Riga echter dat uit de korte halswervels bleek dat het dier niet nauw an Malawisaurus verwant zou zijn. Hij zag nu een verwantschap met Isisaurus uit India. Latere analyses toonden meestal een positie in de Lognkosauria als verwant van Futalognkosaurus. Malawisaurus kan overigens aan de basis van deze zijtak staan.